# Guanajuato (delstat)
Guanajuato är en av Mexikos delstater och är belägen i den centrala delen av landet. Den hade år 2010 cirka 5,5 miljoner invånare. Administrativ huvudort är staden Guanajuato, men den är långt ifrån den största staden i delstaten. Den positionen har i stället León de los Aldama. Andra stora städer är Celaya, Irapuato och Salamanca. Delstaten är indelad i 46 kommuner.